# سفارة كرواتيا في روسيا
سفارة كرواتيا في روسيا هي أرفع تمثيل دبلوماسي لدولة كرواتيا لدى روسيا. تقع السفارة في موسكو وهي تهدف لتعزيز المصالح الكرواتية في روسيا.

## وصلات خارجية
- قائمة سفارات كرواتيا
- قائمة السفارات في روسيا